# Shayna Rose
Shayna Rose, nata Shayna Rose Mordue (Morgantown, 3 novembre 1983), è un'attrice e cantante statunitense, è famosa per aver interpretato Stephanie Johnson in Il tempo della nostra vita.

## Biografia
Shayna Rose nasce a Morgantown il 3 novembre 1983 e si trasferisce a Los Angeles nel 2002. La sua grande occasione arriva nel 2006 quando viene scelta per il ruolo di Stephanie Johnson nella soap opera Il tempo della nostra vita. Rimane nella soap fino al 2007 quando poi viene sostituita da Shelley Hennig. Nel corso della sua carriera appare in serie televisive come Una mamma per amica, Una donna alla Casa Bianca, Ugly Betty e Mad Men. Nel 2009 interpreta Marina nella serie televisiva The Fresh Beat Band, rimanendo nella serie fino al 2011.

### Vita privata
Nel 2011 sposa il suo ex collega Arthur Gradstein, da cui divorzia nel 2018.

## Filmografia

### Televisione
- Una mamma per amica - serie TV, 1 episodio (2004)
- Una donna alla Casa Bianca - serie TV, 1 episodio (2005)
- Il tempo della nostra vita - soap opera (2006-2007)
- Ugly Betty - serie TV, 1 episodio (2007)
- Mad Men - serie TV, 1 episodio (2007)
- The Fresh Beat Band - serie TV (2009-2011)